# Susana Galpal
Susana Galpal (n. 21 aprilie 1930, Secuieni—d. ?) a fost un demnitar comunist român de origine maghiară. Susana Galpal a fost membru de partid din 1953. 

## Studii
- Curs de sindicat de trei luni la Cluj (1951);
- Școala de partid de un an din Târgu Mureș (1955);
- Cursul de propagandiști de un an de pe lângă Școala Superioară de Partid „Ștefan Gheorghiu“ (1960);
- Facultatea de Filologie, Institutul Pedagogic de trei ani din Târgu Mureș